# 브레이크스텝
브레이크스텝(Breakstep)은 잉글랜드의 전자 음악 장르 중 하나이다. 브레이크 개러지라고도 불린다. 덥스텝의 출현에 영향을 미쳤다.